# Adam Górski (historyk)
Adam Górski (ur. 1972) – polski historyk, doktor nauk humanistycznych, pracownik Zakładu Archiwistyki i Metod Kwantytatywnych Uniwersytetu Jagiellońskiego, dyrektor Departamentu Archiwistyki w Naczelnej Dyrekcji Archiwów Państwowych, prezes Krakowskiego Stowarzyszenia Archiwistów Polskich, w latach 2017–2020 dyrektor Archiwum Nauki PAN i PAU w Krakowie.

## Życiorys
Urodził się w Zielonej Górze. Studiował historię na Uniwersytecie Zielonogórskim (byłej Wyższej Szkole Pedagogicznej). W 2001 roku obronił doktorat Polityka Zakonu Krzyżackiego w stosunku do średnich i małych miast Pomorza Gdańskiego w latach 1309-1454 u profesora Joachima Zdrenki. W latach 2001–2014 był wykładowcą w Instytucie Historii Uniwersytetu Zielonogórskiego, zajmując się archiwistyką, naukami pomocniczymi historii, skupiając się przede wszystkim na zagadnieniach epigrafiki, sfragistyki, kampanologii oraz kultury materialnej. W latach 2010–2011 był kierownikiem Działu Historycznego Muzeum Miejskiego w Nowej Soli. W latach 2011–2014 pełnił funkcję kierownika zamiejscowego oddziału w Żarach, Archiwum Państwowego w Zielonej Górze. W 2014 roku został zatrudniony na stanowisku adiunkta w Zakładzie Archiwistyki, Dydaktyki i Metod Kwantytatywnych Uniwersytetu Jagiellońskiego. W 2017 roku został powołany na stanowiska dyrektora Archiwum Nauki PAN i PAU w Krakowie. Odpowiedzialny był za propagowanie zbiorów Archiwum PAU i PAN w Polsce i na świecie. Funkcję pełnił do maja 2020 roku, gdy powołano go na stanowisko dyrektora Departamentu Archiwistyki w Naczelnej Dyrekcji Archiwów Państwowych.
Do jego zainteresowań badawczych zaliczyć należy epigrafikę, w zakresie napisał liczne prace, chronologię, dyplomatykę a także heraldykę. Ponadto jest specjalistą od paleografii i neografii gotyckiej, będąc autorem szeregu edycji źródłowych. Zawodowo zajmuje się zagadnieniami związanymi z archiwami, będąc specjalistą od metodyki pracy archiwalnej. Zajmuje się również kulturą funeralną, a także materialną Dolnego Śląska.
Przez blisko 15 lat brał udział w projekcie finansowanym przez Narodowy Program Rozwoju Humanistyki „Inskrypcje na terenie Polski Zachodniej” pod kierownictwem prof. Joachima Zdrenki. Efektem prac jest szereg edycji źródłowych zbierających inskrypcje z terenów województwa lubuskiego. Ponadto brał udział w projektach badawczych „Adel in Schlesien” pod kierownictwem prof. Jana Harasimowicza. Osobiście kierował kilkoma projektami badawczymi z zakresu edycji źródłowej. Wśród nich wymienić należy „Biblioteka cyfrowa Kościoła Pokoju w Świdnicy" z 2009 roku, a także „Inwentaryzacja cmentarza przy Kościele Pokoju w Świdnicy” z lat 2008–2009 i 2017 czy projekt edycyjny: Chronik der Stadt Sommerfeld aus dem 1724 J. wraz z prof. K. Neitmannem, finansowany przez Brandenburgisches Landeshauptarchiv Potsdam-Golm.

## Wybrane publikacje
- Corpus inscriptionum Poloniae. Inskrypcje województwa lubuskiego ; tom X, zeszyt 6 Powiat nowosolski,Toruń : Wydawnictwo Adam Marszałek, 2013 .- 215 s. :ISBN 978-83-7780-480-3
- Procesy czarownic w Kolsku Zielona Góra : Wydawnictwo Eternum, 2013 .- 104 s. .- ISBN 978-83-934741-6-5
- Corpus inscriptionum Poloniae. Inskrypcje województwa lubuskiego ; tom X, zeszyt  5, Powiat zielonogórski, Toruń : Wydawnictwo Adam Marszałek, 2012 .- 283 s. ISBN 978-83-7780-478-0
- Corpus inscriptionum Poloniae. Inskrypcje województwa lubuskiego ; tom X, zeszyt  4, Powiat nowosolski Wydawnictwo Adam Marszałek, 2009,83 s. ISBN 978-83-7611-343-2
- Corpus inscriptionum Poloniae. Inskrypcje województwa lubuskiego ; tom X, zeszyt  2, Powiat wschowski: Wydawnictwo Adam Marszałek, 2006 .- 283 s. ISBN 978-7441-355-8
- Instrukcja organizacyjna Kościoła Pokoju z lat 1650-1725 / opracowanie rękopisu i opatrzenie wstępem / Adam Górski, Wojciech Krawczuk .- Świdnica : Parafia Ewangelicko - Augsburska, 2011 .- 172[CD-ROM] s. - (Biblioteka cyfrowa Kościoła Pokoju w Świdnicy - cztery elektroniczne wydawnictwa) .- ISBN 978-83-928160-8-9
- Regesta fontium regum Poloniae : dokumenty królewskie w zasobie Archiwum Państwowego w Zielonej Górze. T.1: dokumenty Piastów, Jagiellonów i Wazów/ oprac. / Adam Górski .- Zielona Góra : Wydaw. Eternum, 2012 .- 227 s. .- ISBN 978-83-62421-28-2
- Regesta Fontium Saganensium/ oprac. / Adam Górski, Beata Grelewicz .- Zielona Góra - Żagań : Wydaw. Eternum, 2011 .- 365 s. .- ISBN 978-83-931407-6-3
- Regesta Fontium Freystadtensium / oprac. / Adam Górski, Beata Grelewicz, Joanna Karczewska, Roman Stelmach. - Kożuchów - Zielona Góra : Wydawnictwo Eternum, 2014 .- 326 s. - ISBN 978-83-934741-5-8
- Procesy czarownic w Kolsku / Adam Górski .- Zielona Góra : Wydawnictwo Eternum, 2013 .- 104 s. .- ISBN 978-83-934741-6-5
- Spuścizna – co po nas pozostaje? Zagadnienia metodologiczne, red. A. Górski, Kraków 2018, ss. 236, ISBN 978-83-951378-2-2
- A. Górski, Cmentarz ewangelicki w Śmiglu, Kraków 2018, ISBN 978-83-63896-59-1